# Interleukin 18

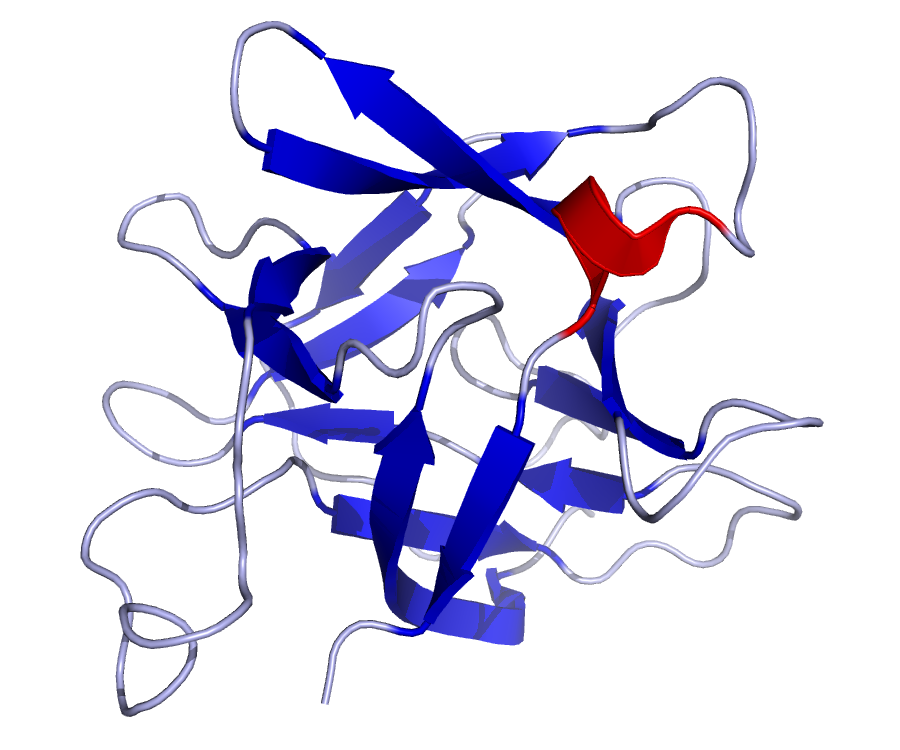
Interleukin 18

Interleukin-18 (zkráceně IL-18, nebo také interferon-gamma indukující faktor) je protein o velikosti 24 kDa, který působí jako prozánětlivý cytokin a je aktivován působením inflamazómu. IL-18 byl poprvé popsán v roce 1989 jako faktor indukující u myších slezinných buněk produkci interferonu γ (IFN-γ). Je kódován genem IL18 nacházejícím se u člověka na 11. chromozomu.

## Charakteristika
IL-18 patří mezi členy cytokinové rodiny IL-1 a je funkčně podobný IL-1β. Podobně jako IL-1β je syntetizován jako neaktivní prekurzor o velikosti 24 kDa, který se akumuluje v buněčné cytoplasmě. Na rozdíl od IL-1β, a stejně jako IL-1α nebo IL-33, je prekurzor IL-18 v buňkách zdravého organismu exprimován neustále. Přítomnost IL-18 byla pozorována v cytoplasmě monocytů, v keratinocytech, astrocytech, osteoblastech či buňkách střevního epitelu. IL-18 tedy není produkován pouze buňkami imunitního systému, ale i buňkami s imunitou přímo nespojenými. Gen IL18 kóduje 193 aminokyselin dlouhý biologicky neaktivní prekurzor, syntetizovaný bez signálního peptidu, který je u většiny cytokinů potřebný k vyloučení z buňky do extracelulárního prostoru. Stejně jako IL-1β, IL-18 je štěpen cystein-proteázovou aktivitou kaspázy 1 v NLRP3 inflamazómu na aktivní maturovaný protein o velikosti 18 kDa.

## Receptor, regulace a signalizace
Receptor pro IL-18 sestává z indukovatelné složky IL-18Rα, která váže maturovaný IL-18 s nízkou afinitou a z konstitutivně exprimovaného koreceptoru IL-18Rβ. IL-18 se naváže na IL-18Rα, což vyvolá indukci IL-18Rβ za vzniku vysokoafinního komplexu, který dále signalizuje do buňky pomocí toll/interleukin-1 receptor (TIR) domény. Tato signální doména rekrutuje adaptorový protein MyD88, který v buňce aktivuje prozánětlivé programy a dráhu NF-kB. Aktivita IL-18 je regulována extracelulárním interleukin-18 vázajícím proteinem (IL-18BP), který váže solubilní IL-18 s mnohem vyšší afinitou než IL-18Rα, takže brání vazbě IL-18 na receptor. Při narušení rovnováhy mezi IL-18 a IL-18BP dochází ke zvýšení závažnosti řady onemocnění, role IL-18 byla pozorována například u zhoršení projevů autoimunitních chorob (zánětlivé onemocnění střev, syndrom aktivovaných makrofágů, psoriáza) či kardiovaskulárních onemocnění. Dalším endogenním faktorem, který potlačuje působení IL-18 je protizánětlivý cytokin IL-37. Tento protein má vysokou homologii s IL-18 a dokáže se vázat na IL-18Rα, který následně vytvoří komplex s IL-18BP, čímž snižuje aktivitu IL-18. Kromě toho, se IL-37 váže na single immunoglobulin IL-1 receptor related protein (SIGIRR), také známý jako IL-1R8 nebo TIR8, který po vytvoření komplexu s IL-18Rα indukuje v buňce protizánětlivou odpověď. Pokud se tedy naváže IL-37 na IL-18Rα s IL-1R8, aktivuje se STAT3 signální dráha, sníží se aktivace signálních drah NF-KB a AP-1, a tím i produkce IFN-y. IL-37 a IL-18 mají v organismu protichůdné role a IL-37 dokáže modulovat prozánětlivé účinky IL-18.

## Funkce
IL-18 je prozánětlivý cytokin a jeho hlavní funkce IL-18 spočívá ve stimulaci Th1 imunitní odpovědi. IL-18 patří do IL-1 cytokinové rodiny, je produkován hlavně makrofágy, ale stimuluje různé typy buněk. Působí synergicky spolu s IL-12 a indukuje buněčnou imunitu po infekci mikrobiálními produkty, jako je například lipopolysacharid (LPS). IL-18 v kombinaci s IL12 stimuluje CD4, CD8 T buňky a NK buňky k produkci IFN-y, interferonu typu II, který hraje důležitou roli při aktivaci makrofágů i dalších buněk. Kombinace IL-18 a IL-12 inhibuje produkci IgE a IgG1 závislou na IL-4 a zvyšuje produkci IgG2a v B buňkách. Důležité je, že bez IL-12, IL-18 neindukuje produkci IFN-y, ale hraje důležitou roli při diferenciaci T buněk na Th2 buňky a stimuluje žírné buňky a bazofily k produkci IL-4, IL-13 a dalších chemických mediátorů, jako je histamin.
Poruchy v regulaci a nadměrné produkci IL-18 vedou chronickým zánětlivým onemocněním. Při pokusech s neutralizací endogenního IL-18 docházelo k snížení závažnosti příznaků řady nemocí a prodloužení doby přežití u modelových organismů. Neutralizace IL-18 anti-IL-18 protilátkami také vedla ke zvýšení ochrany jater před působením toxinů a odolnosti ledvin proti nádorovým změnám.